# Antonio Cortigiano
Antonio Cortigiano (Bari, 5 maggio 1928 – 31 agosto 2018) è stato un calciatore italiano, di ruolo portiere.

## Carriera
Giocò in Serie A con il Bari.
Nazionale Italiana 1949/50
Torneo in Europa 
Marina Militare 1950

## Palmarès

### Club

#### Competizioni regionali
- Promozione: 1

Melfi: 1953-1954